# سيزار سوتو
سيزار سوتو (بالإسبانية: César Soto)‏ مواليد 17 سبتمبر 1971 في ولاية دورانغو، المكسيك، هو ملاكم محترف مكسيكي سابق صنّف ضمن فئة وزن الريشة. حقق بطولة المجلس العالمي للملاكمة.

## إحصائيات
خاض خلال مسيرته 90 نزالا، فاز في 63 وتعادل في 3 وخسر في 24. فاز بالضربة القاضية في 43 نزالا.

## روابط خارجية
- سيزار سوتو على موقع بوكس ريك (الإنجليزية) (registration required)